# 4012 Geballe
4012 Geballe (1978 VK9) là một tiểu hành tinh vành đai chính được phát hiện ngày 7 tháng 11 năm 1978 bởi E. F. Helin và S. J. Bus ở Palomar.